# Chaitya

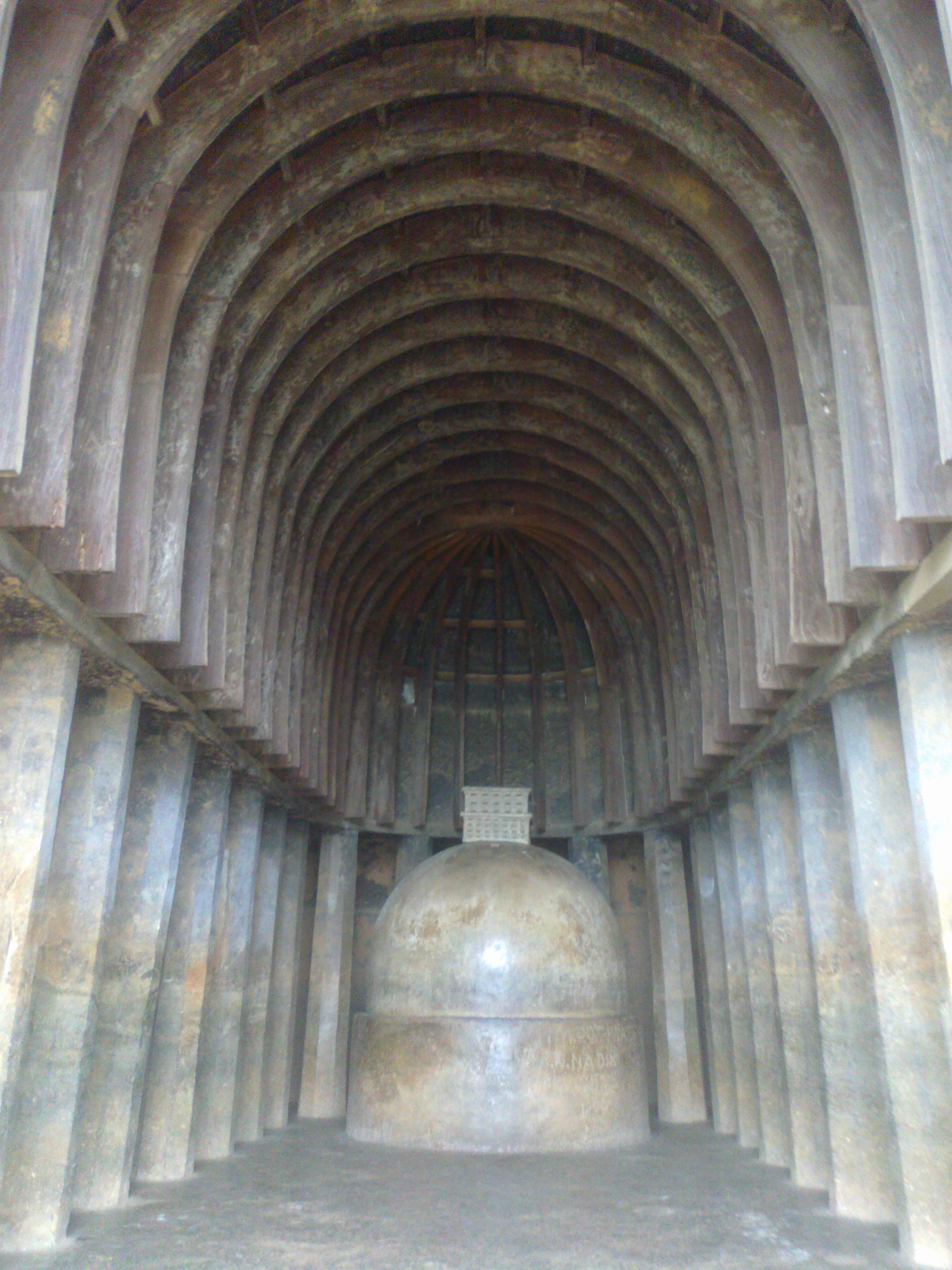
Uno dei primi chaitya alle grotte di Bhaja; architettura in legno imitato in pietra, con travi decorative del tetto in legno. II secolo a.C.

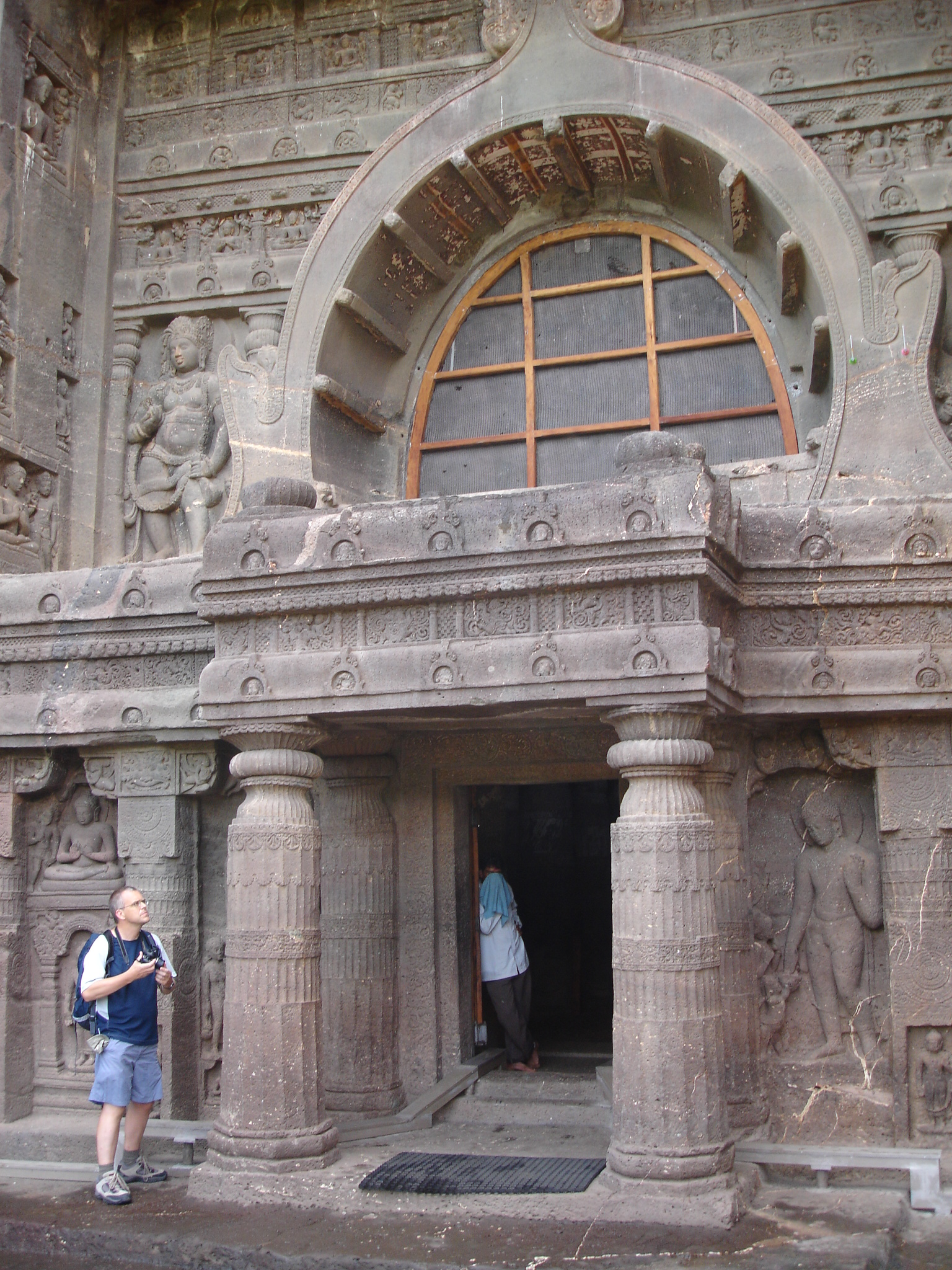
All'esterno della chaitya della grotta 19, grotte di Ajanta, anch'essa con quattro zone che utilizzano piccoli motivi ripetuti di "arco di chaitya".

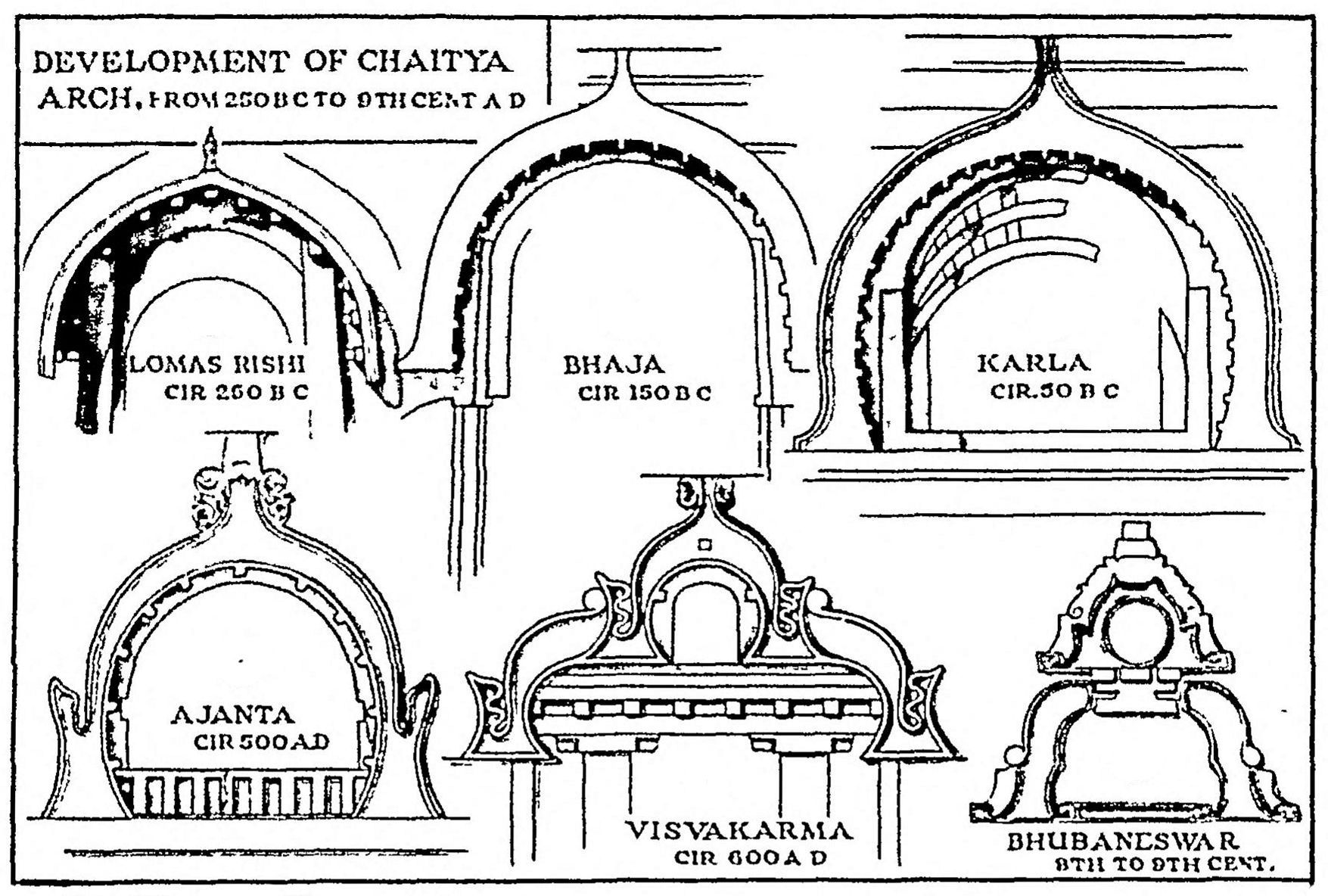
Sviluppo dell'arco chaitya dalla Lomas Rishi Cave in poi, da un libro di Percy Brown.

Un chaitya, sala chaitya, chaitya-griha, (sanscrito: Caitya; Pāli: Cetiya) si riferisce a un santuario, tempio o sala di preghiera nelle religioni indiane . Il termine è più comune nel buddismo, dove si riferisce a uno spazio con uno stupa e un'abside arrotondata dall'estremità opposta all'ingresso, e un alto tetto dal profilo arrotondato. A rigor di termini, il chaitya è lo stupa stesso, e gli edifici indiani sono sale chaitya, ma questa distinzione spesso non viene osservata. Al di fuori dell'India, il termine è usato dai buddisti per locali di piccoli monumenti simili a stupa in Nepal, Cambogia, Indonesia e altrove. In Thailandia uno stupa, non una sala stupa, è chiamato chedi. Nei testi storici del giainismo e dell'induismo, compresi quelli relativi all'architettura, chaitya si riferisce a un tempio, santuario o qualsiasi monumento sacro.
La maggior parte dei primi esempi di chaitya che sopravvivono sono l'architettura indiana rupestre. Gli studiosi concordano sul fatto che la forma standard segue una tradizione di sale autoportanti realizzate in legno e altri materiali vegetali, nessuno dei quali è sopravvissuto. I soffitti curvi a coste imitano la costruzione in legno. Negli esempi precedenti, il legname veniva utilizzato a scopo decorativo, con nervature di legno aggiunte ai tetti in pietra. Alle Grotte di Bhaja e alla "Grande Chaitya" delle Grotte di Karla sopravvivono le costole di legno originali; altrove i segni sul soffitto mostrano dove erano una volta. Successivamente, queste costole furono scavate nella roccia. Spesso alle strutture in pietra venivano aggiunti elementi in legno, come paraventi, porticati e balconi. Gli esempi sopravvissuti sono simili nella loro ampia disposizione, sebbene lo stile si sia evoluto nel corso dei secoli.
Le sale sono alte e lunghe, ma piuttosto strette. In fondo si trova lo stupa, che è il fulcro della devozione. Parikrama, l'atto di circumambulare o camminare intorno allo stupa, era un'importante pratica rituale e devozionale, e c'è sempre spazio libero per consentirlo. L'estremità dell'aula è così arrotondata, come l'abside nell'architettura occidentale. Ci sono sempre colonne lungo le pareti laterali, che salgono fino all'inizio del tetto curvo, e un passaggio dietro le colonne, creando navate laterali e una navata centrale, e permettendo la circumambulazione rituale o pradakhshina, sia immediatamente intorno allo stupa, sia attorno al passaggio dietro le colonne. All'esterno c'è un portico, spesso decorato in modo molto elaborato, un ingresso relativamente basso, e sopra di esso spesso una galleria. L'unica luce naturale, a parte un po' dall'ingresso, proviene da una grande finestra a ferro di cavallo sopra il portico, che riprende la curvatura del tetto all'interno. L'effetto complessivo è sorprendentemente simile alle chiese cristiane più piccole del periodo altomedievale, sebbene i primi chaityas risalgano a molti secoli prima.
I chaitya compaiono negli stessi siti del vihara, un tipo di edificio fortemente contrastante con una sala centrale rettangolare dal soffitto basso, con piccole celle che si aprono, al di fuori di essa, spesso su tutti i lati. Questi hanno spesso un santuario arretrato al centro della parete di fondo, contenente uno stupa nei primi esempi, o una statua di Buddha in seguito. Il vihara era l'edificio chiave nei complessi monastici buddisti, utilizzato per vivere, studiare e pregare. I tipici siti di grandi dimensioni contengono diversi vihara per ogni chaitya.

## Etimologia
"Caitya", da una radice cita o ci che significa "ammucchiato", è un termine sanscrito per un tumulo o piedistallo o "mucchio funerario". È una costruzione sacra di qualche tipo e ha acquisito diversi significati più specifici in diverse regioni, incluso "caityavṛkṣa" per un albero sacro.
Secondo KL Chanchreek, nella prima letteratura giainista, caitya significa ayatana o templi dove soggiornavano i monaci. Significava anche dove l'idolo giainista era collocato in un tempio, ma in generale era un simbolismo per qualsiasi tempio. In alcuni testi, questi sono indicati come arhat-caitya o jina-caitya, che significa santuari per un Arhat o Jina. I principali siti archeologici dell'antica Jaina come il Kankali Tila vicino a Mathura mostrano l'albero di Caitya, lo stupa di Caitya, gli archi di Caitya con Mahendra-dvaja e Tirthankara in meditazione.
La parola caitya compare nella letteratura vedica dell'induismo. Nella prima letteratura buddista e indù, un caitya è qualsiasi "monumento ammucchiato" o "albero sacro" sotto il quale incontrarsi o meditare. Jan Gonda e altri studiosi affermano che il significato di caitya nei testi indù varia a seconda del contesto e ha il significato generale di qualsiasi "luogo sacro, luogo di culto", un "memoriale" o come significato di qualsiasi "santuario" per gli esseri umani, in particolare neii Grhya sutra. Secondo Robert E. Buswell e Donald S. Lopez, entrambi professori di studi buddisti, il termine caitya in sanscrito connota un "tumulo, santuario o santuario", sia in contesti buddisti che non buddisti.

## L’"arco chaitya" come motivo decorativo
L’"arco chaitya", gavaksha (sanscrito gavākṣa), o chandrashala attorno alla grande finestra sopra l'ingresso appare spesso ripetuto come un piccolo motivo decorativo, e le versioni evolute continuano nella decorazione indù e giainista, molto tempo dopo che le sale chaitya reali avevano cessato di essere costruite dai buddisti. In questi casi può diventare una cornice elaborata, allargata piuttosto ampia, attorno a un medaglione circolare o semicircolare, che può contenere una scultura di una figura o di una testa. Una fase precedente è mostrata qui all'ingresso della Grotta 19 delle Grotte di Ajanta (475-500 circa), dove quattro zone orizzontali della decorazione utilizzano motivi ripetuti di "arco di chaitya" su una fascia altrimenti semplice (due sul portico sporgente, e due sopra). C'è una testa all'interno di ogni arco.

## Sviluppo della chaitya
Le prime sale di Chaitya sono note dal III secolo a.C. Generalmente seguivano un piano absidale ed erano scavate nella roccia o indipendenti.

### Sale chaitya scavate nella roccia

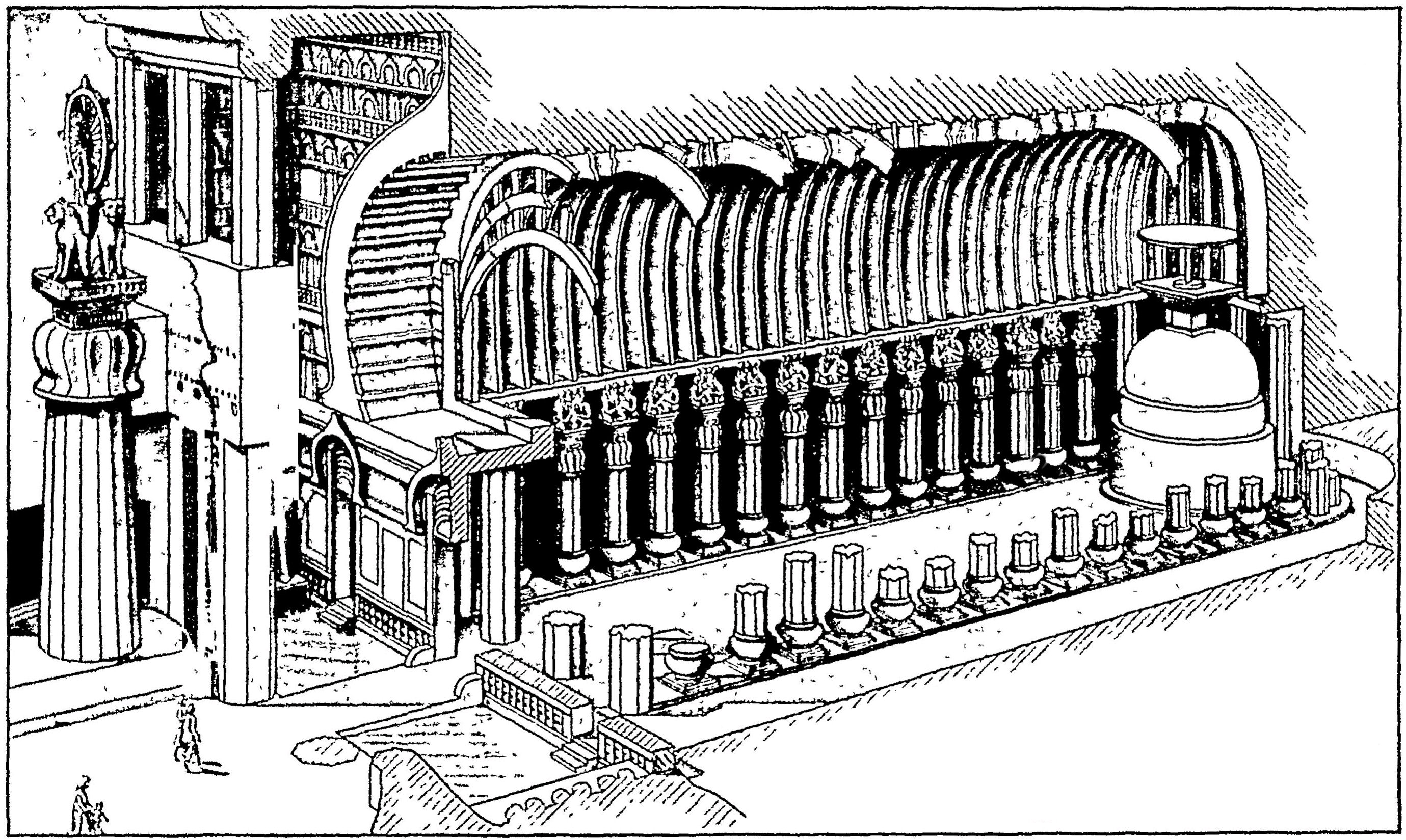
Disegno della "Grande Chaitya" alle Grotte di Karla, quando fu costruita, intorno al 120 d.C

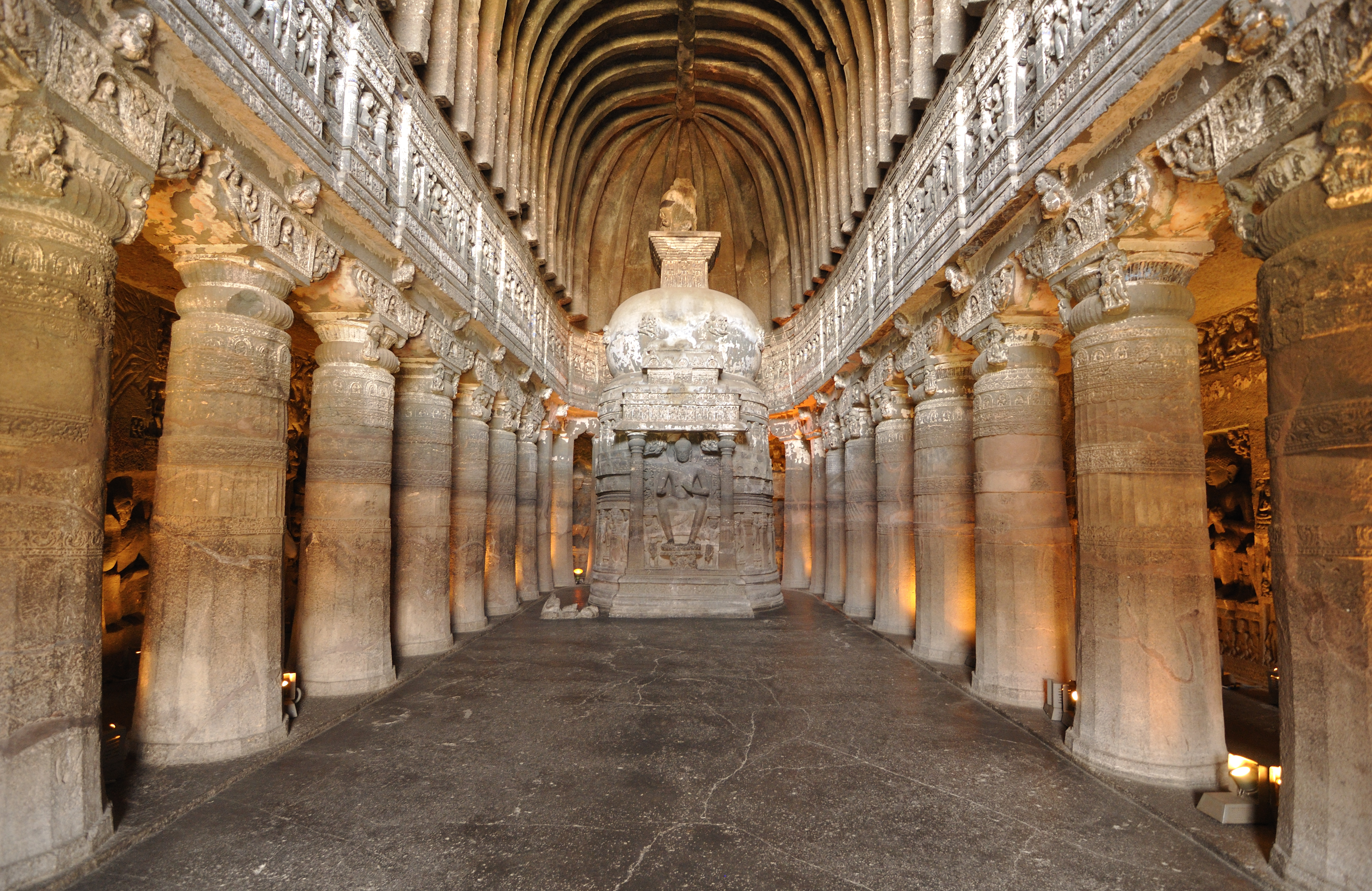
La grotta chaitya 26 ad Ajanta; lo stupa incorpora una grande statua di Buddha e ci sono navate dietro le colonne, le cui pareti sono adornate con sculture in rilievo. Un adattamento più piccolo del modello Karli.

I primi spazi sopravvissuti paragonabili alla sala chaitya risalgono al III secolo a.C. Queste sono le grotte di Barabar scavate nella roccia (Grotta di Lomas Rishi e Grotta di Sudama), scavate durante il regno di Ashoka da o per gli Ajivikas, un gruppo religioso e filosofico non buddista dell'epoca. Secondo molti studiosi, queste divennero "il prototipo delle grotte buddiste del Deccan occidentale", in particolare le sale chaitya scavate tra il II secolo a.C. e il II secolo d.C.
I primi chaityas custodivano uno stupa con spazio per il culto della congregazione da parte dei monaci. Ciò rifletteva una delle prime differenze tra il buddismo primitivo e l'induismo, con il buddismo che favoriva il culto congregazionale in contrasto con l'approccio individuale dell'induismo. I primi chaitya grha furono tagliati nella roccia viva come grotte. Questi servivano come simbolo e siti di una vita congregazionale del sangha (uposatha).
I primi chaitya scavati nella roccia, simili a quelli autoportanti, consistevano in una camera circolare interna con pilastri per creare un percorso circolare attorno allo stupa e una sala rettangolare esterna per la congregazione dei devoti. Nel corso del tempo, il muro che separava lo stupa dalla sala è stato rimosso per creare una sala absidata con un colonnato attorno alla navata e allo stupa.
La chaitya delle grotte di Bhaja è forse la prima sala chaitya sopravvissuta, costruita nel II secolo a.C. Consiste in una sala absidata con uno stupa. Le colonne sono inclinate verso l'interno a imitazione delle colonne di legno che sarebbero state strutturalmente necessarie per mantenere alto un tetto. Il soffitto è a botte con antiche nervature lignee incastonate. Le pareti sono lucidate nello stile Mauryan. Era fronteggiata da una consistente facciata lignea, oggi del tutto perduta. Una grande finestra a ferro di cavallo, la finestra chaitya, era posta sopra la porta ad arco e l'intera area del portico era scolpita per imitare un edificio a più piani con balconi e finestre e uomini e donne scolpiti che osservavano la scena sottostante. Questo ha creato l'aspetto di un'antica dimora indiana. Questa, come una facciata simile alle Bedse Caves, è un primo esempio di ciò che James Fergusson notò nel diciannovesimo secolo: "Ovunque... in India la decorazione architettonica è costituita da piccoli modelli di grandi edifici".
In Bhaja, come in altri chaitya, l'ingresso fungeva da demarcazione tra sacro e profano. Lo stupa all'interno della sala era ora completamente rimosso dalla vista di chiunque fosse all'esterno. In questo contesto, nel I secolo d.C., la precedente venerazione dello stupa si trasformò nella venerazione di un'immagine di Gautama Buddha. I Chaityas erano comunemente parte di un complesso monastico, il vihara.

I più importanti complessi scavati nella roccia sono le Grotte di Karla, le Grotte di Ajanta, le Grotte di Ellora, le Grotte di Udayagiri e Khandagiri, le Grotte di Aurangabad e le Grotte di Pandavleni. Molti pilastri hanno capitelli su di essi, spesso con intagli di un elefante inginocchiato montati su basi a forma di campana.

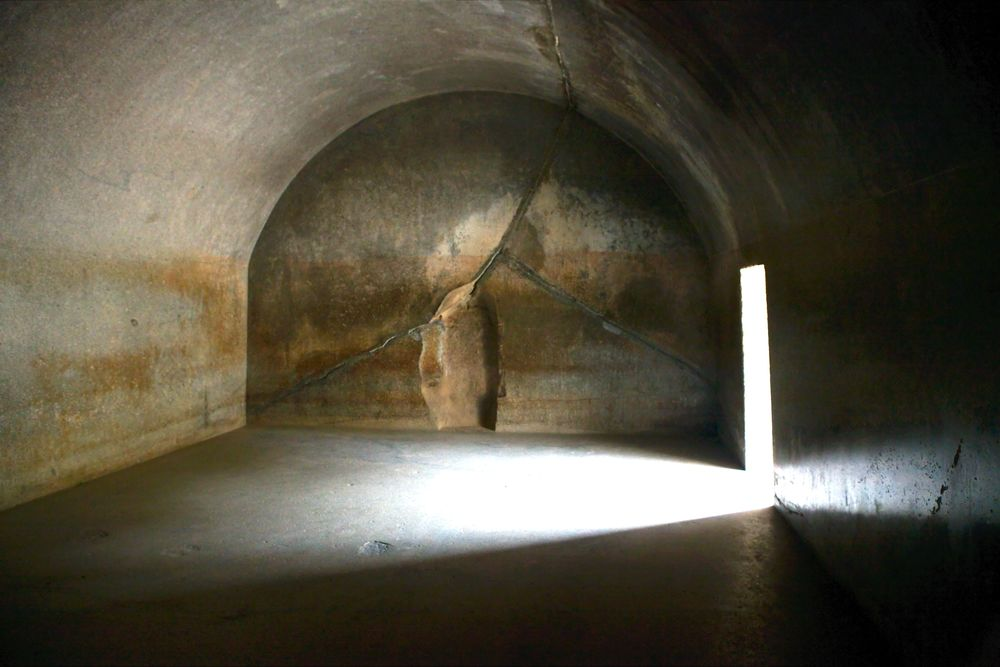
Sala scavata nella roccia, Sudama, Barabar Caves, dedicata nel 257 a.C. da Ashoka.
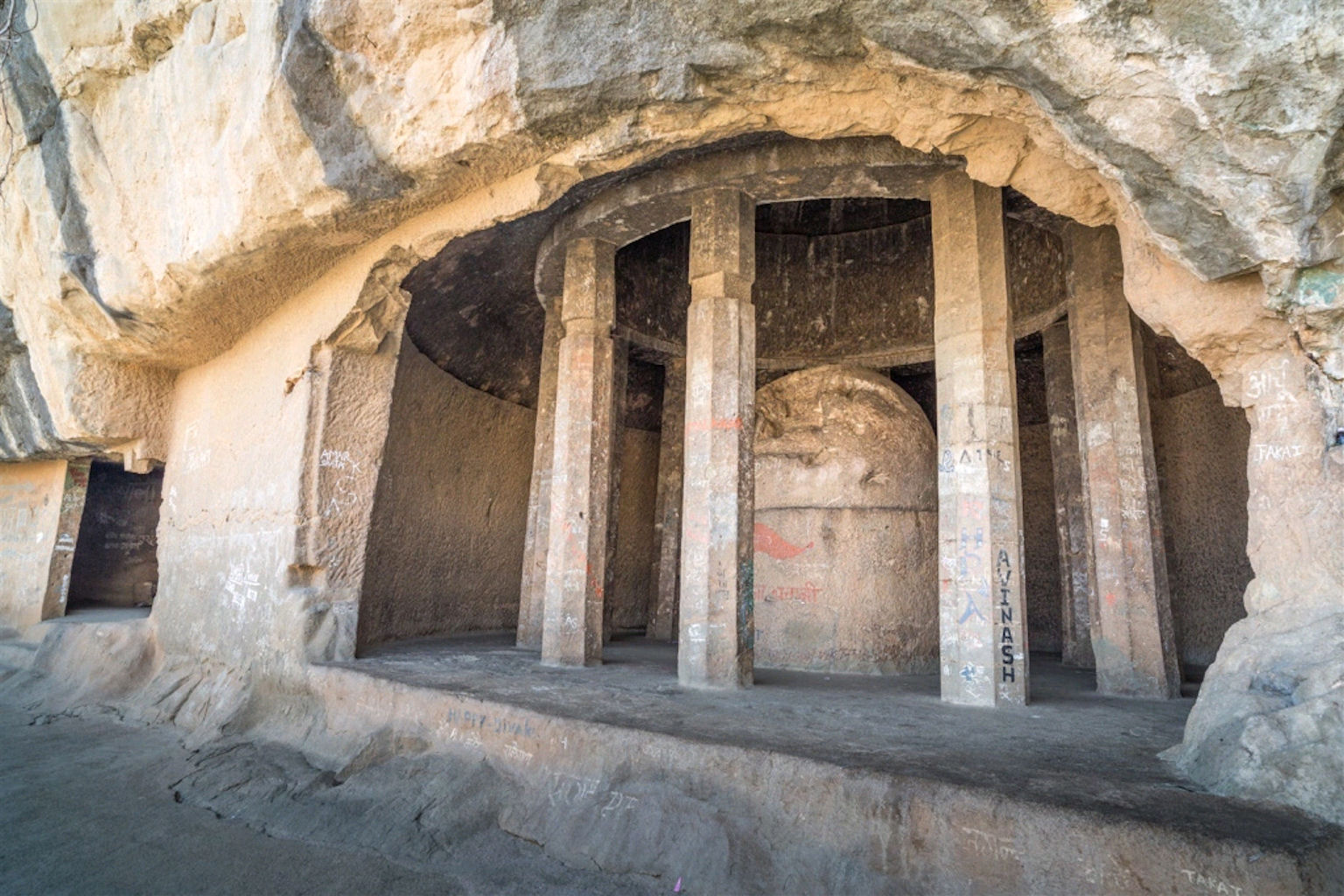
Sala Chaitya circolare scavata nella roccia con pilastri, Grotte di Tulja, I secolo a.C
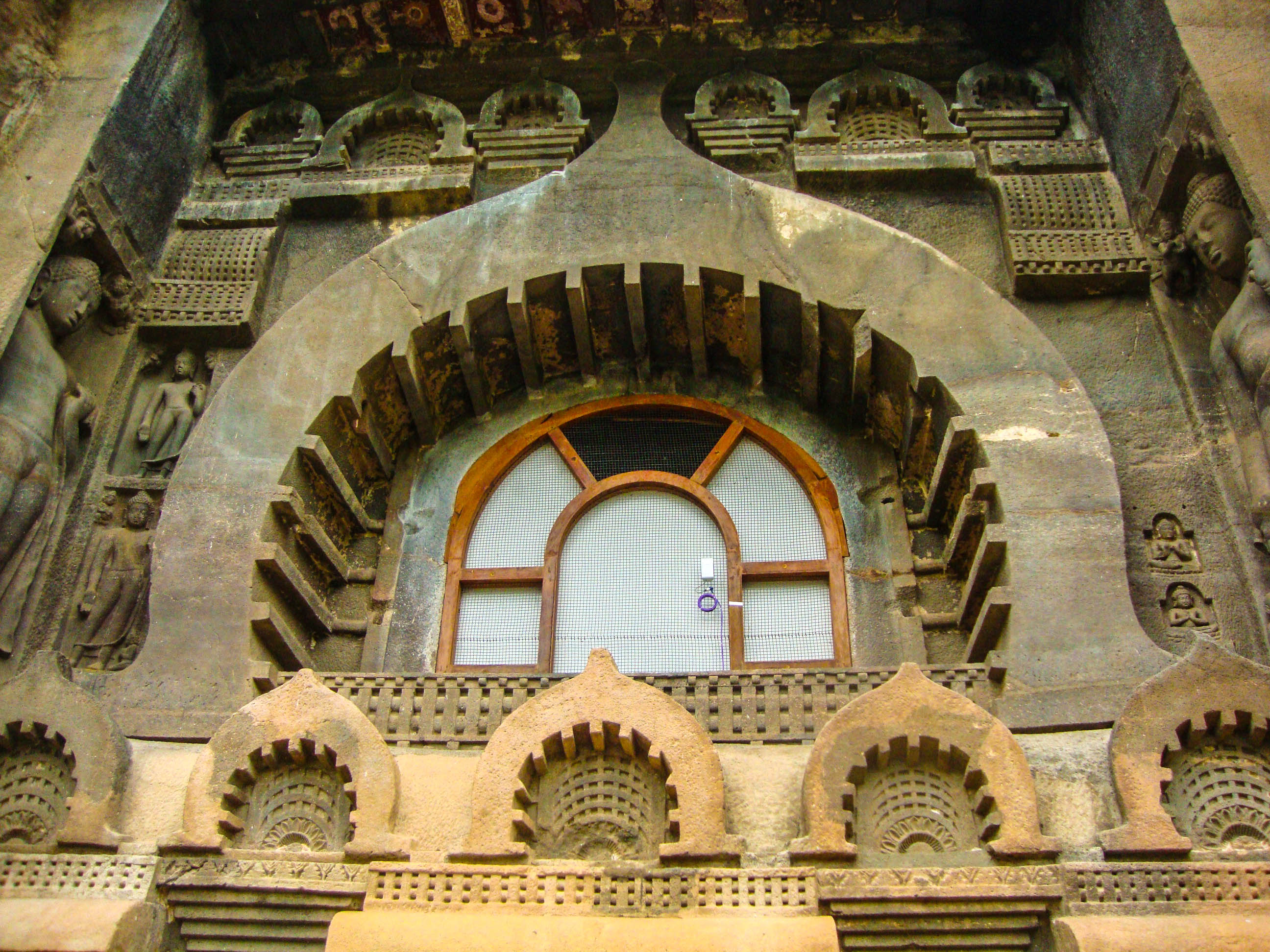
Arco di Chaitya intorno alla finestra e ripetuto come motivo gavaksha con ringhiere, Grotta 9, Ajanta.
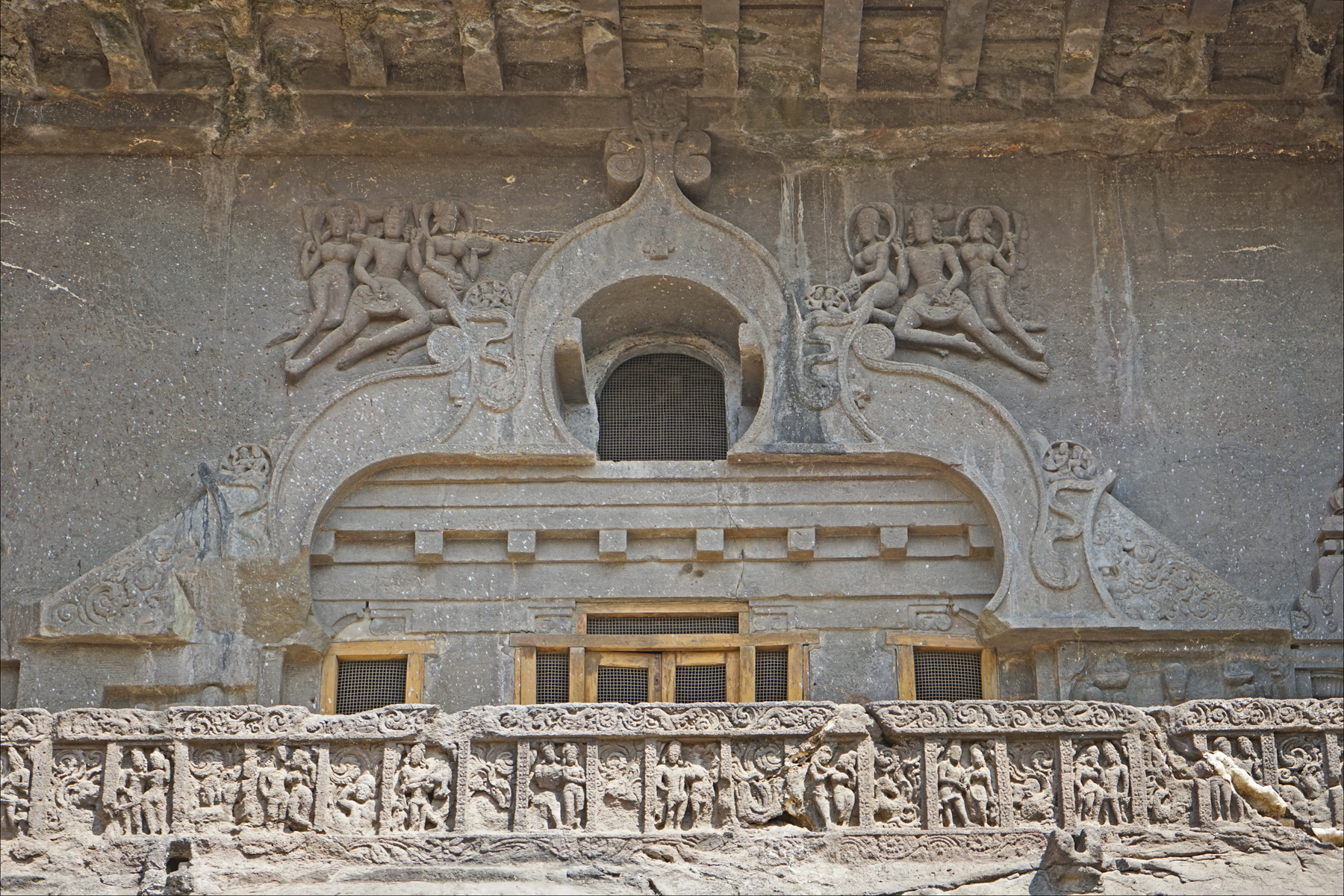
La finestra della chaitya Cave 10, Ellora, c. 650
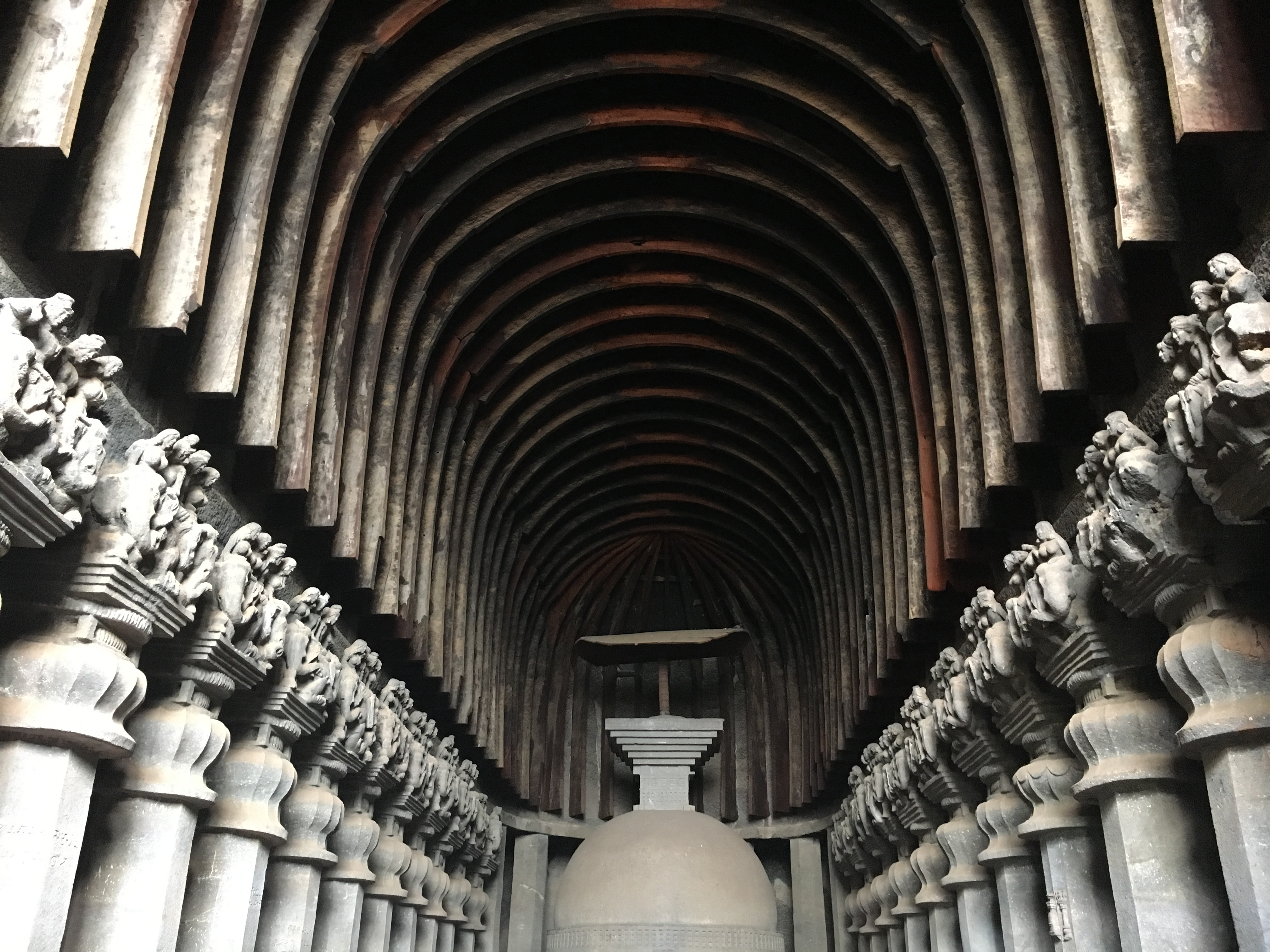
Centine in legno sul tetto delle Grotte di Karla; anche l'ombrello sopra lo stupa è di legno
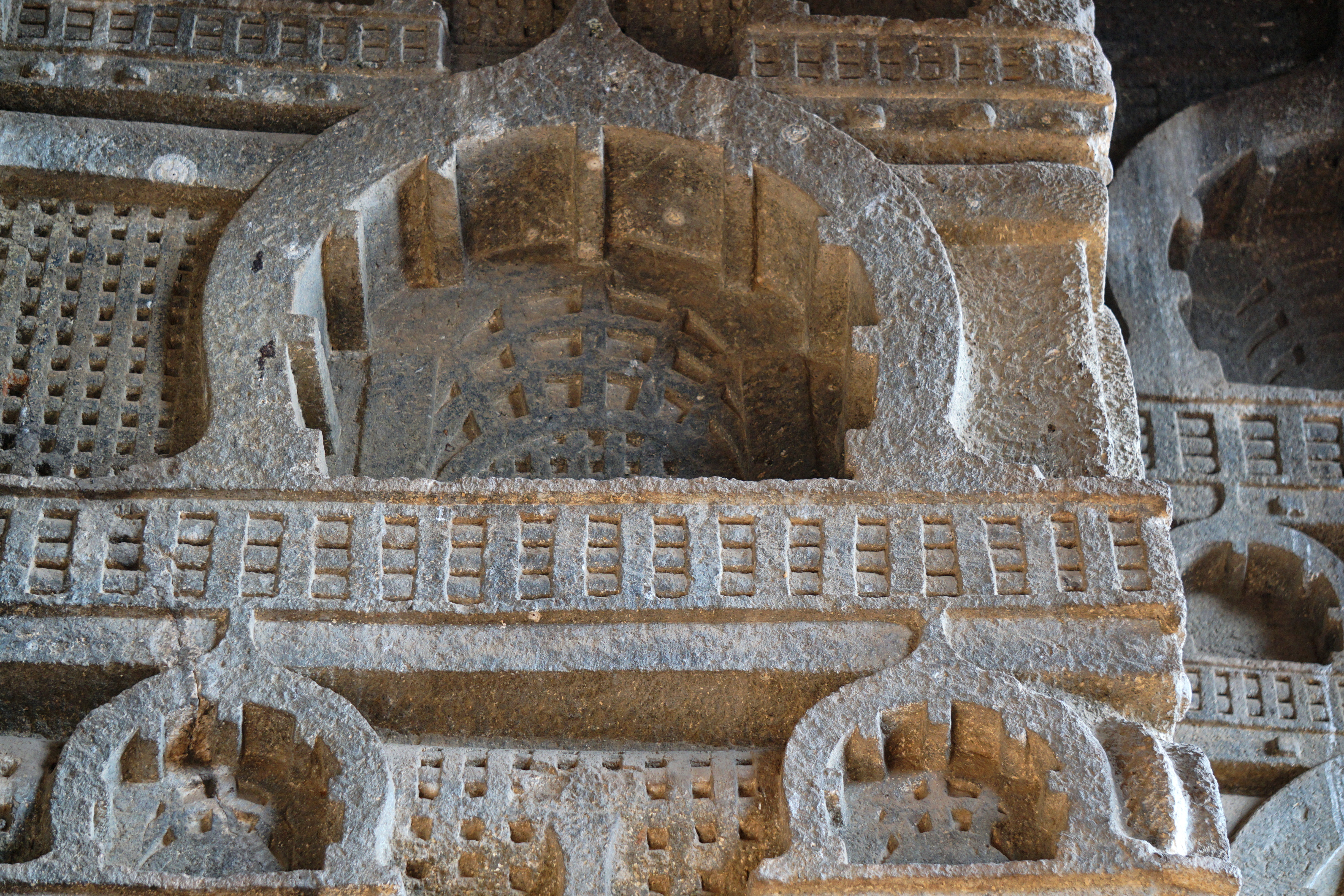
Archi decorativi di chaitya e ringhiere a traliccio, Grotte di Bedse, I secolo a.C
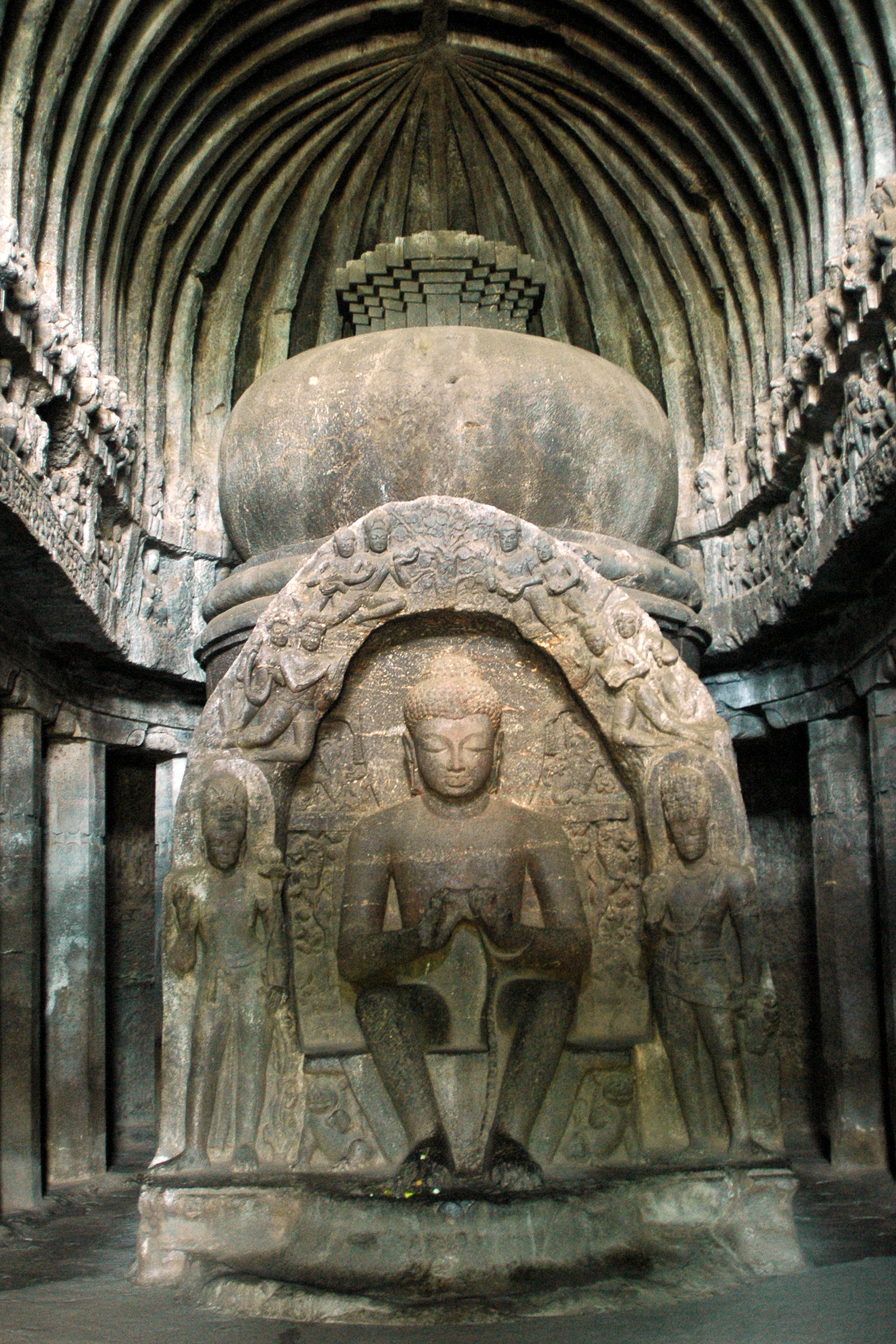
Stupa all'interno della grotta 10, Ellora, l'ultima sala chaitya costruita, l'immagine del Buddha che ora domina lo stupa.

### Sale chaitya autoportanti

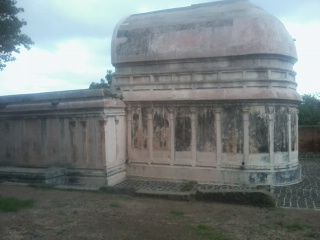
Sala Chaitya nel tempio Trivikrama, I secolo a.C.; il mandapa inferiore a sinistra era un'aggiunta indù successiva.

Sono sopravvissute numerose sale chaitya autoportanti costruite con materiali durevoli (pietra o mattoni), le prime più o meno nello stesso periodo delle prime grotte scavate nella roccia. Ci sono anche alcune rovine e terrapieni, come un tipo circolare del III secolo a.C., il Tempio Bairat, in cui uno stupa centrale era circondato da 27 pilastri ottagonali in legno, e poi racchiuso da un muro circolare di mattoni, formando un percorso circolare di processione intorno allo stupa. Altri resti significativi delle basi delle chaitya strutturali, comprese quelle di Guntupalle, con molte piccole basi rotonde, e Lalitgiri.
Al III secolo a.C. è stata datata, almeno in parte, anche una struttura absidale a Sanchi: il cosiddetto Tempio 40, uno dei primi esempi di tempio indipendente in India. Il Tempio 40 ha resti di tre diversi periodi, il periodo più antico risalente all'età Maurya, che probabilmente lo rende contemporaneo alla creazione del Grande Stupa. Un'iscrizione suggerisce addirittura che potrebbe essere stata fondata da Bindusara, il padre di Ashoka. Il tempio originale del III secolo a.C. fu costruito su un'alta piattaforma rettangolare in pietra, 26,52x14x3,35 metri, con due rampe di scale a est e a ovest. Era un'aula absidata, probabilmente in legno. Fu bruciato nel II secolo a.C. Successivamente la piattaforma fu ampliata a 41,76x27,74 metri e riutilizzata per erigere un'aula a pilastri con cinquanta colonne (5x10) di cui rimangono i monconi. Alcuni di questi pilastri hanno iscrizioni del II secolo a.C.
La base e le colonne ricostruite su tre lati del Tempio 18 a Sanchi furono presumibilmente completate da legno e paglia; questo risale al V secolo d.C., forse ricostruito su fondamenta precedenti. Questo si trova accanto al Tempio 17, un piccolo tempio dal tetto piatto con un mandapa inferiore nella parte anteriore, del tipo di base che in futuro avrebbe dominato sia i templi buddisti che quelli indù. I due tipi erano usati nell'Impero Gupta da entrambe le religioni.
Il Tempio Trivikrama, chiamato anche "Tempio di Ter", è ora un tempio indù nella città di Ter, nel Maharashtra. Inizialmente era una struttura absidale autoportante, caratteristica del primo design caityagriha absidale buddista. Questa struttura è ancora in piedi, ma ora si trova sul retro dell'edificio, poiché una struttura mandapa con tetto piatto fu probabilmente aggiunta a partire dal VI secolo d.C., quando il tempio fu trasformato in un tempio indù. La struttura absidale sembra essere contemporanea al grande tempio absidale rinvenuto a Sirkap, Taxila, datato al 30 a.C.-50 d.C. Sarebbe stato costruito sotto i Satavahanas. La parte anteriore del tempio absidale è decorata con un arco chaitya, simile a quelli che si trovano nell'architettura buddista rupestre. Il tempio Trivikrama è considerato la struttura permanente più antica del Maharashtra.

Un altro tempio indù che è stato convertito da una struttura buddista chaityagriha è il piccolissimo tempio Kapoteswara a Chezarla nel distretto di Guntur; qui la camera è diritta alle due estremità, ma con una volta arrotondata in mattoni per il tetto, utilizzando mensole.

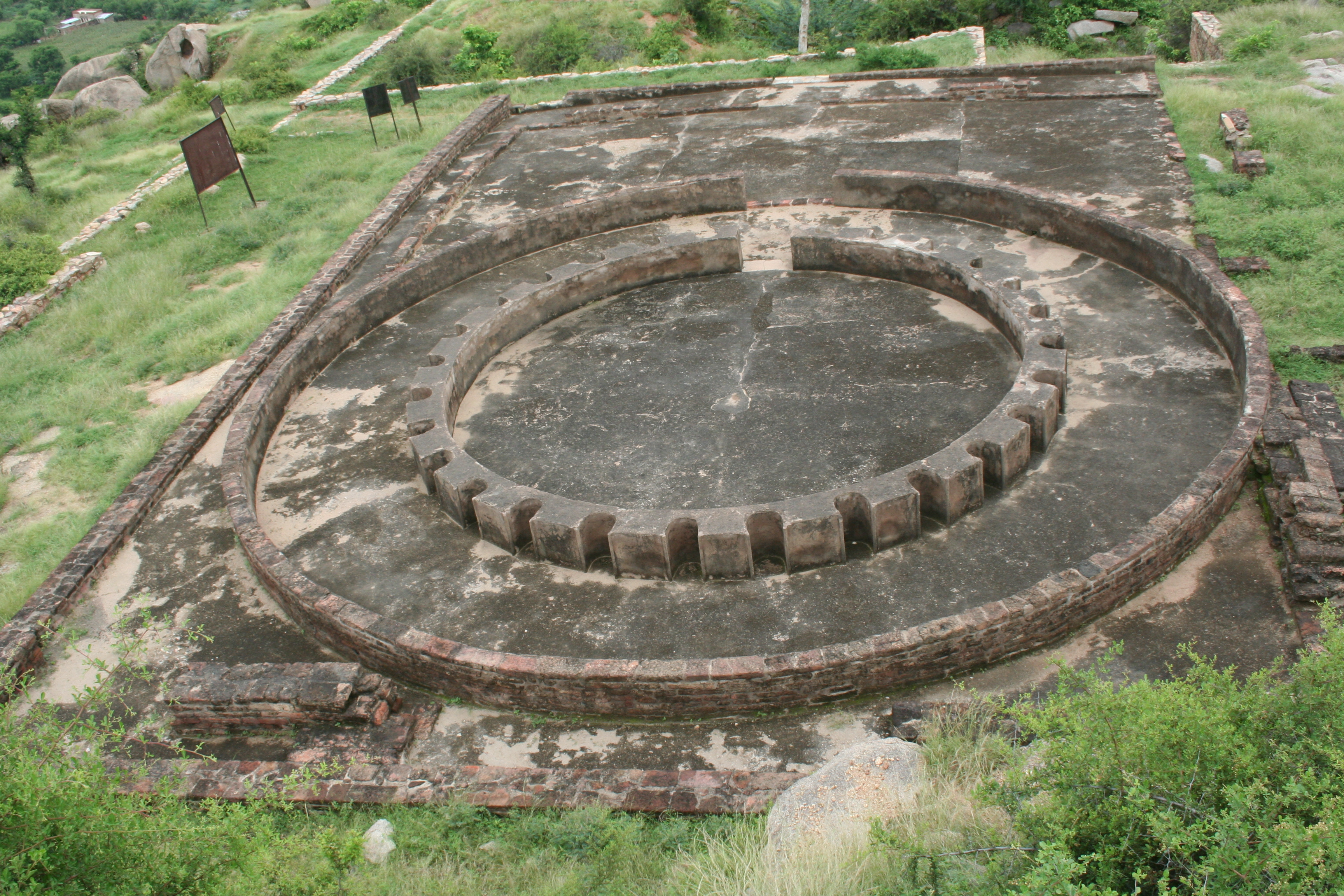
Resti della sala circolare Chaitya nel tempio Bairat, III secolo a.C.
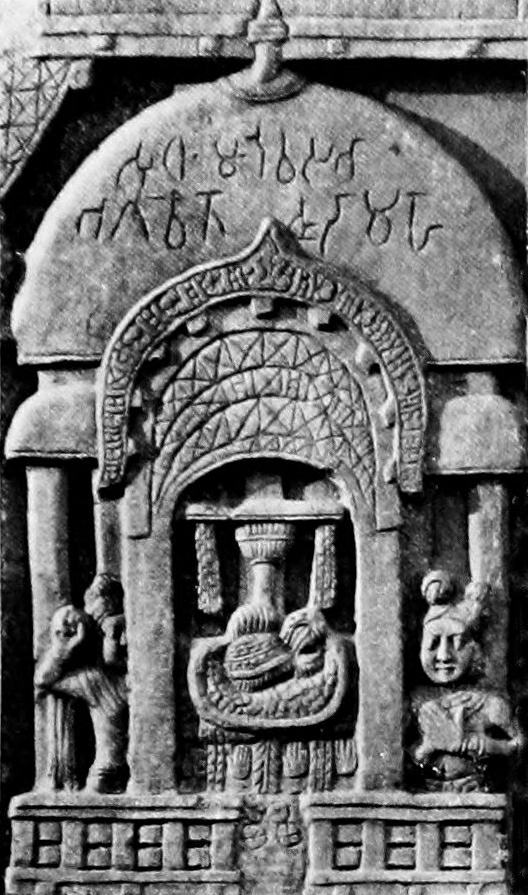
Rilievo di una sala chaitya circolare, Bharhut, circa 100 a.C.
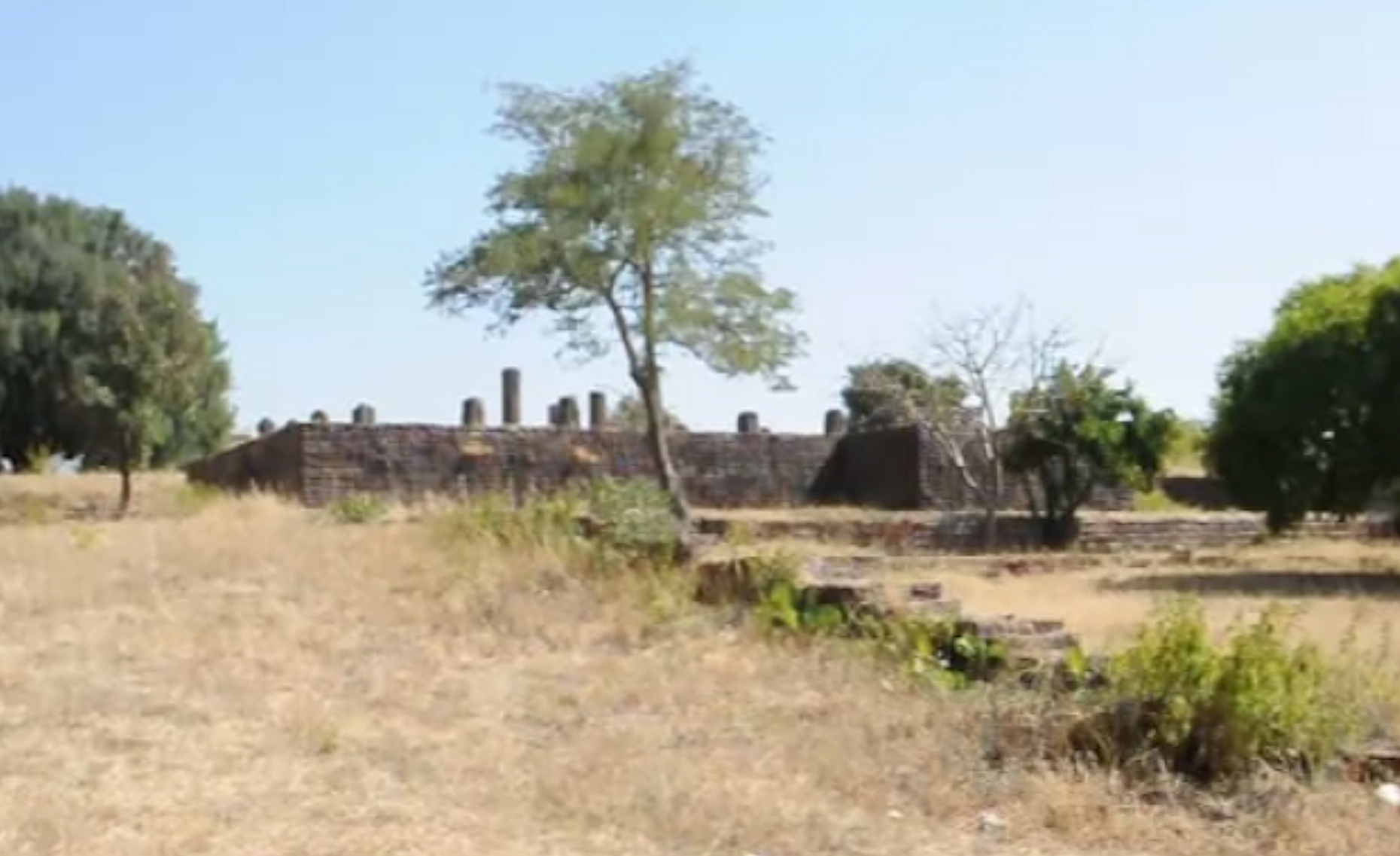
Il Tempio Sanchi 40 era un tempio absidale del III secolo a.C., uno dei primi conosciuti in India.
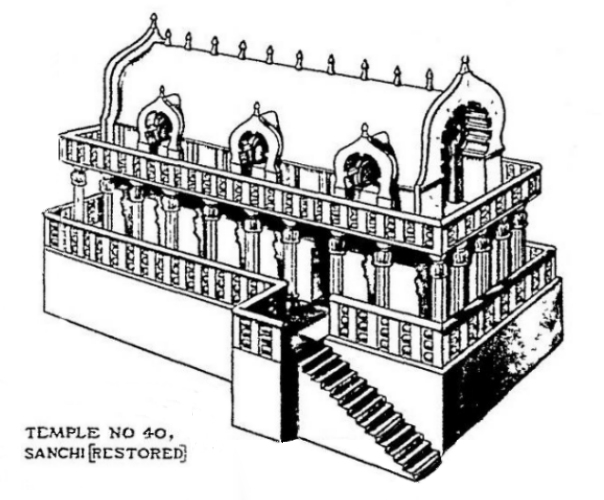
Ricostruzione del Tempio Sanchi 40 (III secolo a.C.).
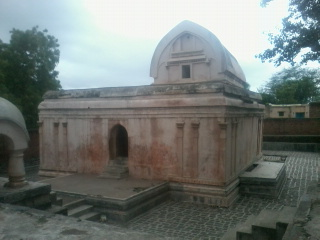
Tempio Trivikrama con il suo arco chaitya.
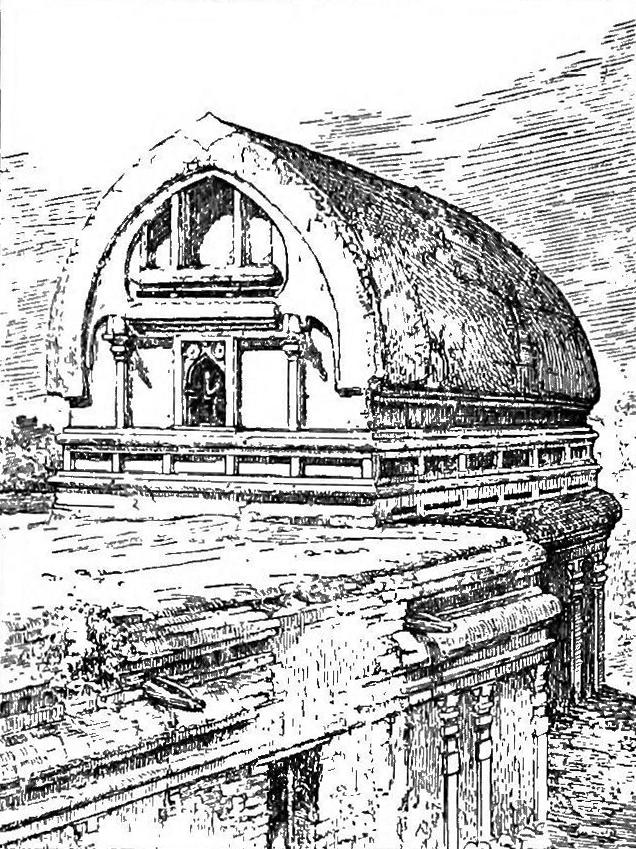
L'antica casa buddista chaitya a Ter.
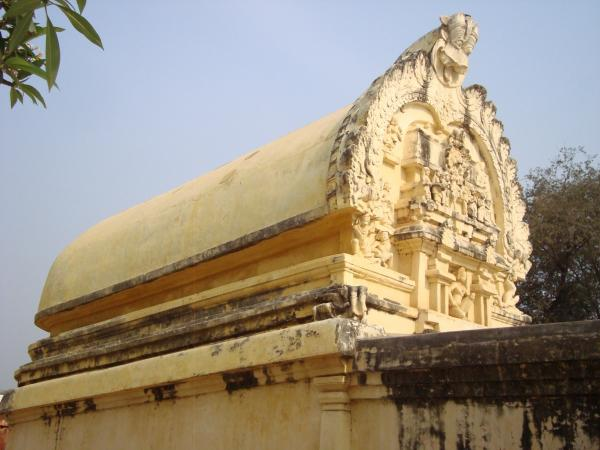
Resti della sala chaitya nel tempio Chejarla Kapoteswara.
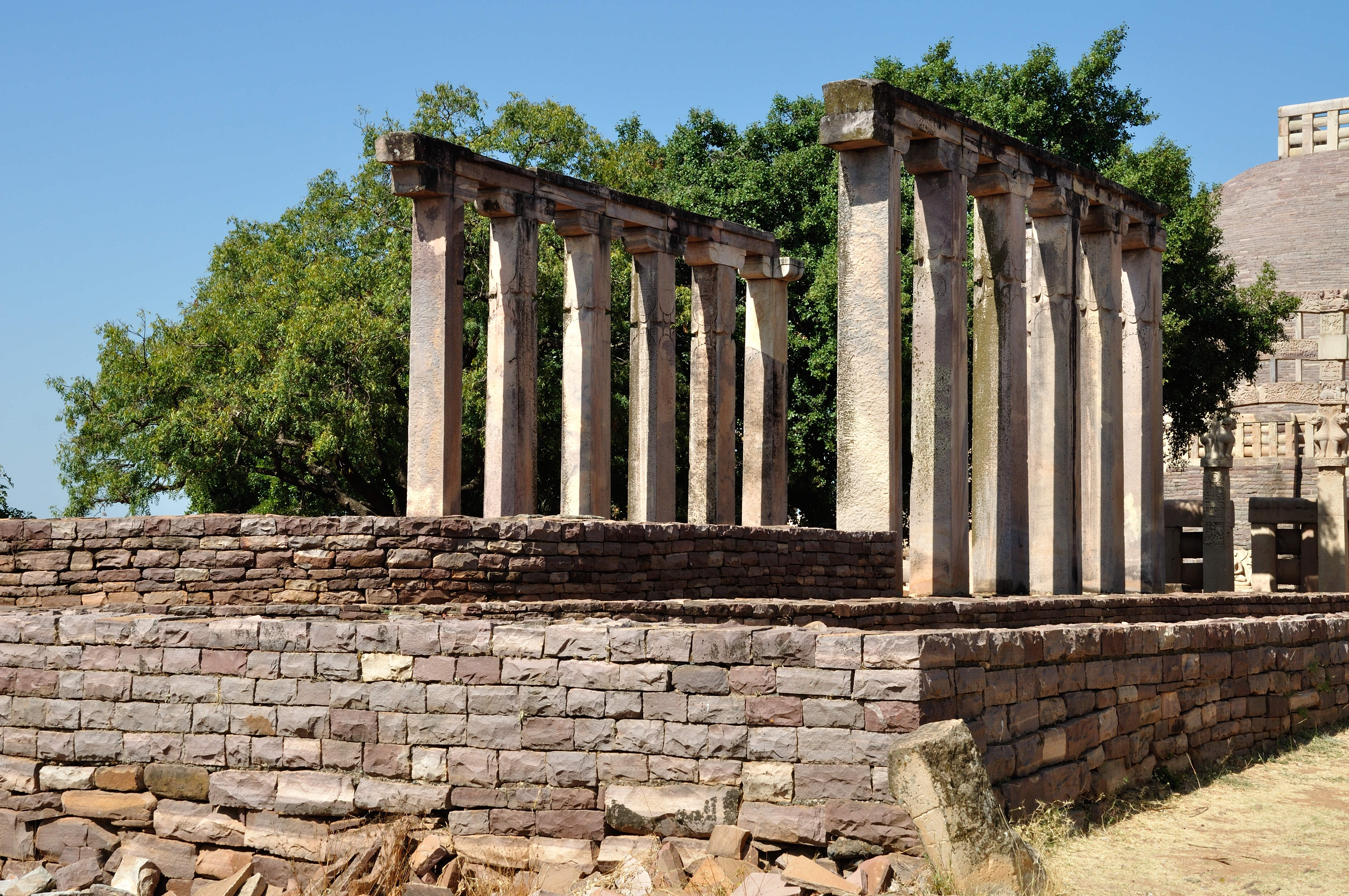
Sanchi, Tempio 18, dall'estremità dell'abside . In parte ricostruito.
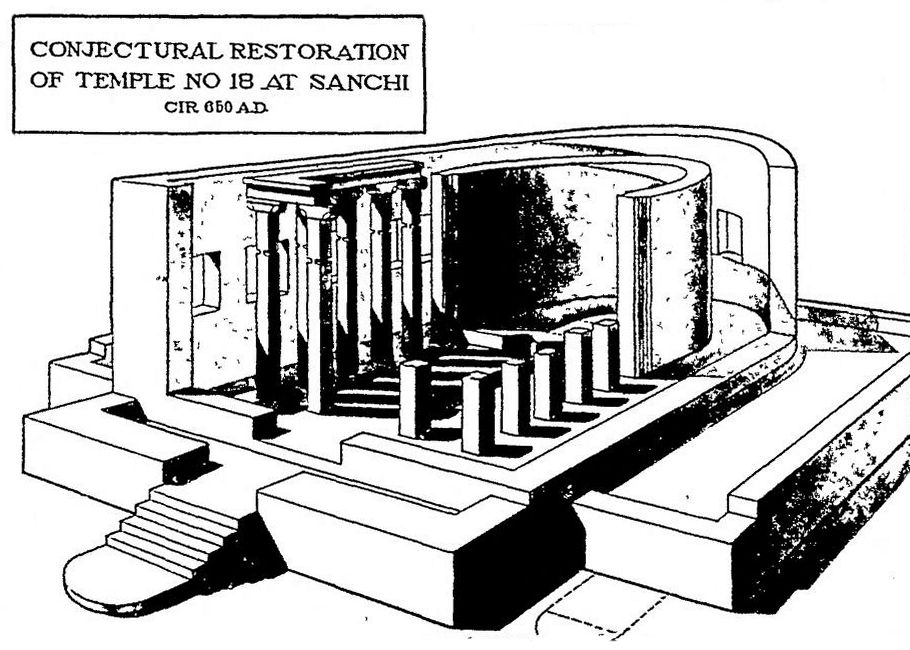
Ricostruzione ipotetica del Tempio 18 di Percy Brown (ora datata prima)
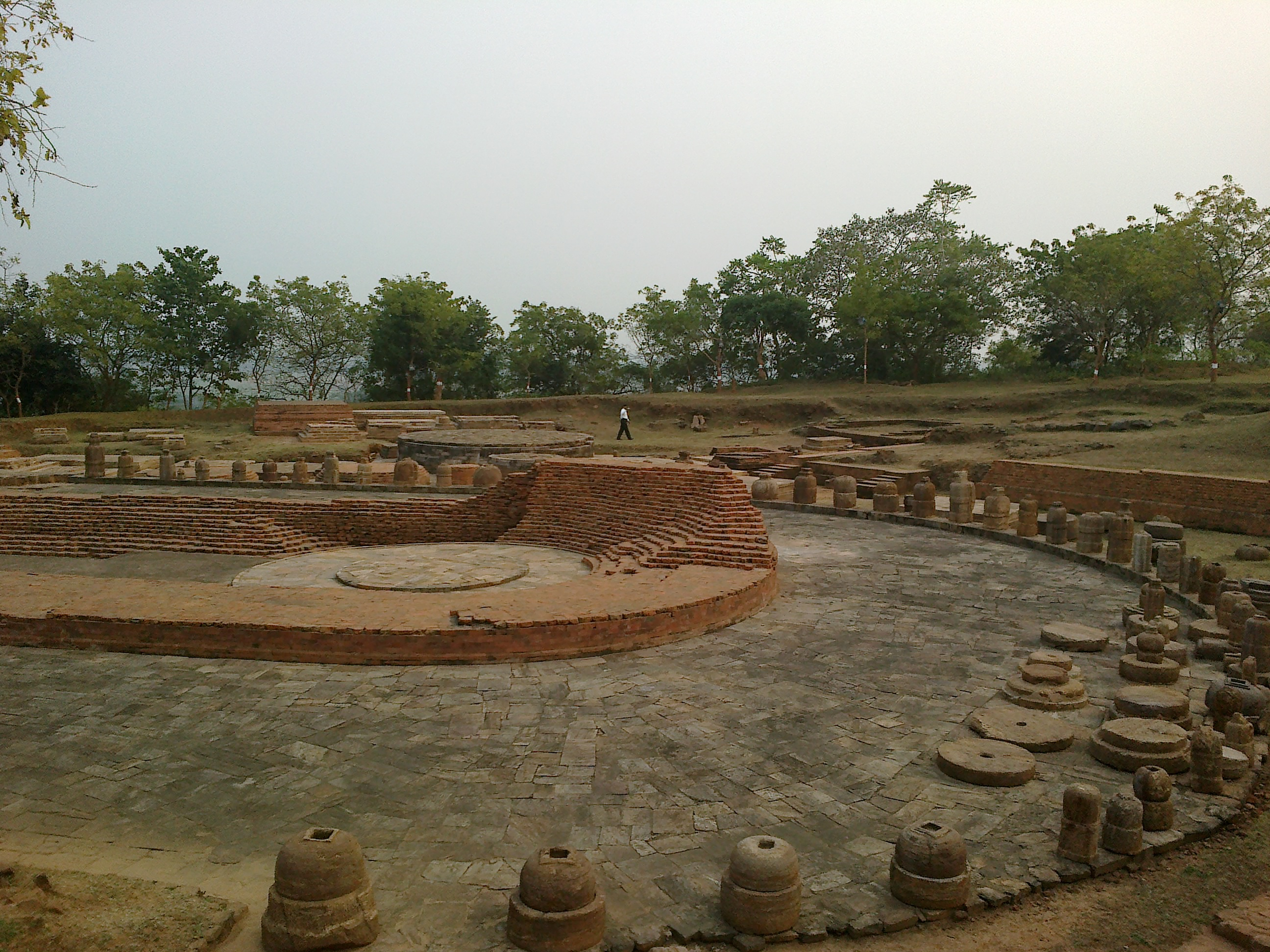
Resti scavati di un chaitya strutturale a Lalitgiri, Odisha, India

### Fine della sala chaitya

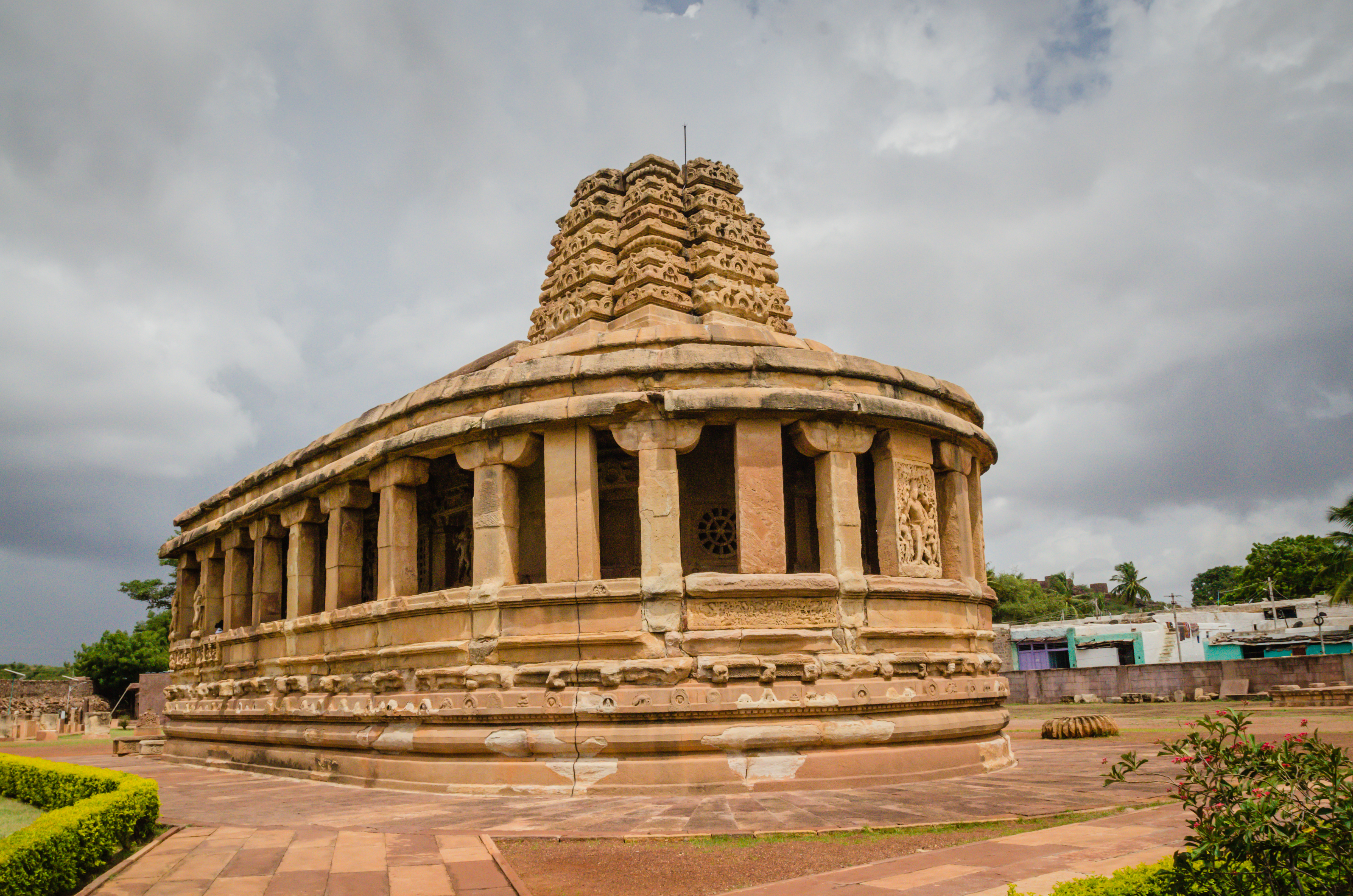
Tempio di Durga, Aihole, VII o VIII secolo.

Apparentemente l'ultima sala chaitya scavata nella roccia ad essere costruita fu la Grotta 10 a Ellora, nella prima metà del VII secolo. A questo punto il ruolo della sala chaitya veniva sostituito dal vihara, che ora aveva sviluppato stanze del santuario con immagini del Buddha (facilmente aggiunte a esempi più antichi) e aveva in gran parte assunto la loro funzione per le assemblee. Lo stupa stesso era stato sostituito come punto focale per la devozione e la meditazione dall'immagine del Buddha, e nella Grotta 10, come in altri chaitya tardivi (per esempio la Grotta 26 ad Ajanta, qui illustrata), c'è un grande Buddha seduto che occupa la parte anteriore dello stupa. A parte questo, la forma dell'interno non è molto diversa dagli esempi precedenti di diversi secoli prima. Ma la forma delle finestre all'esterno è cambiata notevolmente, abbandonando quasi completamente l'imitazione dell'architettura in legno e mostrando un trattamento decorativo dell'ampia cornice dell'arco chaitya che doveva essere uno stile importante nella successiva decorazione del tempio.
L'ultima fase del tempio indipendente della sala chaitya può essere esemplificata dal tempio Durga, Aihole, del VII o VIII secolo. Questo è absidato, con estremità arrotondate per un totale di tre strati: il recinto del santuario, un muro al di là di questo e uno pteroma o deambulatorio come loggia aperta con pilastri che corrono tutt'intorno all'edificio. Questo era lo spazio principale per il parikrama o la circumambulazione. Sopra il santuario dalle estremità arrotondate, ora c’è una stanza con una porta e si erge una torre shikara relativamente piccola per gli standard successivi, e il mandapa ha un tetto piatto. Non è noto per quanto tempo la costruzione di sale chaitya in materiali vegetali sia continuata nei villaggi.

## Paralleli
Capanne di Toda

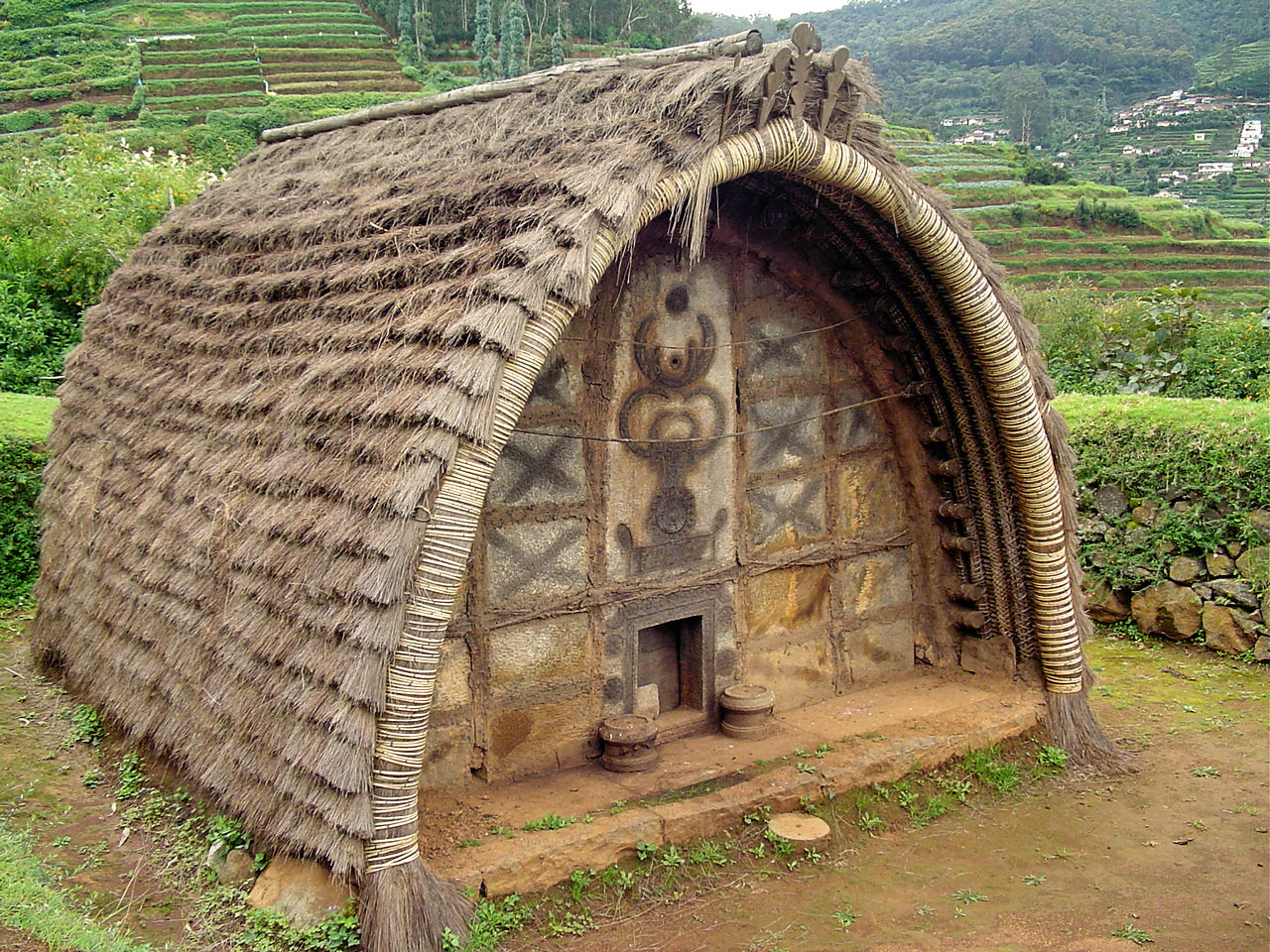
Un tempio di Toda o una capanna di un negozio di latte nelle colline di Nilgiri. Solo il prete può entrare dalla porticina.

L'ampia somiglianza tra le chaityas e le capanne tradizionali ancora costruite dal popolo Toda delle colline Nilgiri è stata spesso sottolineata. Si tratta di capanne grezze costruite con vimini piegati per produrre tetti a forma di arco, ma i modelli per la chaitya erano presumibilmente strutture più grandi e molto più sofisticate.
Tombe licie
La somiglianza delle tombe licie con volta a botte dell'Asia Minore del IV secolo a.C., come la tomba di Payava, con il progetto architettonico indiano del Chaitya (a partire almeno un secolo dopo dal 250 a.C. circa, con le grotte di Lomas Rishi nel Barabar Caves Group), suggerisce che i disegni delle tombe scavate nella roccia della Licia abbiano viaggiato in India, o che entrambe le tradizioni derivino da una comune fonte ancestrale.
All'inizio, James Fergusson, nel suo "Manuale illustrato di architettura", mentre descriveva l'evoluzione molto progressiva dall'architettura in legno all'architettura in pietra in varie antiche civiltà, ha commentato che "In India, la forma e la costruzione dei templi buddisti più antichi assomiglia singolarmente a questi esempi in Licia". Ananda Coomaraswamy e altri hanno anche notato che "le tombe monolitiche scavate nella Licia a Pinara e Xanthos sulla costa meridionale dell'Asia Minore presentano qualche analogia con le prime sale caitya indiane scavate nella roccia", uno dei tanti elementi comuni tra l'India antica e l'arte dell’Asia occidentale.
Le tombe licie, datate al IV secolo a.C., sono sarcofagi con volta a botte, autoportanti o scavati nella roccia, posti su un alto basamento, con caratteristiche architettoniche scolpite nella pietra per imitare le strutture lignee. Esistono numerosi equivalenti scavati nella roccia alle strutture autoportanti. Una delle tombe autoportanti, la tomba di Payava, un aristocratico della Licia di Xanthos, e datata al 375-360 a.C., è visibile al British Museum . Entrambe le influenze greche e persiane possono essere viste nei rilievi scolpiti sul sarcofago. Le somiglianze strutturali con i Chaityas indiani, fino a molti dettagli architettonici come "la stessa forma appuntita del tetto, con una cresta", sono ulteriormente sviluppate in The cave temples of India . Fergusson ha continuato suggerendo una "connessione indiana" e una qualche forma di trasferimento culturale attraverso l'impero achemenide. Nel complesso, l'antico trasferimento in India di progetti licici per monumenti scavati nella roccia è considerato "abbastanza probabile".
L'antropologo David Napier ha anche proposto una relazione inversa, sostenendo che la tomba di Payava era un discendente di un antico stile dell'Asia meridionale e che l'uomo chiamato "Payava" potrebbe essere stato effettivamente un greco-indiano di nome "Pallava".

## Nepal

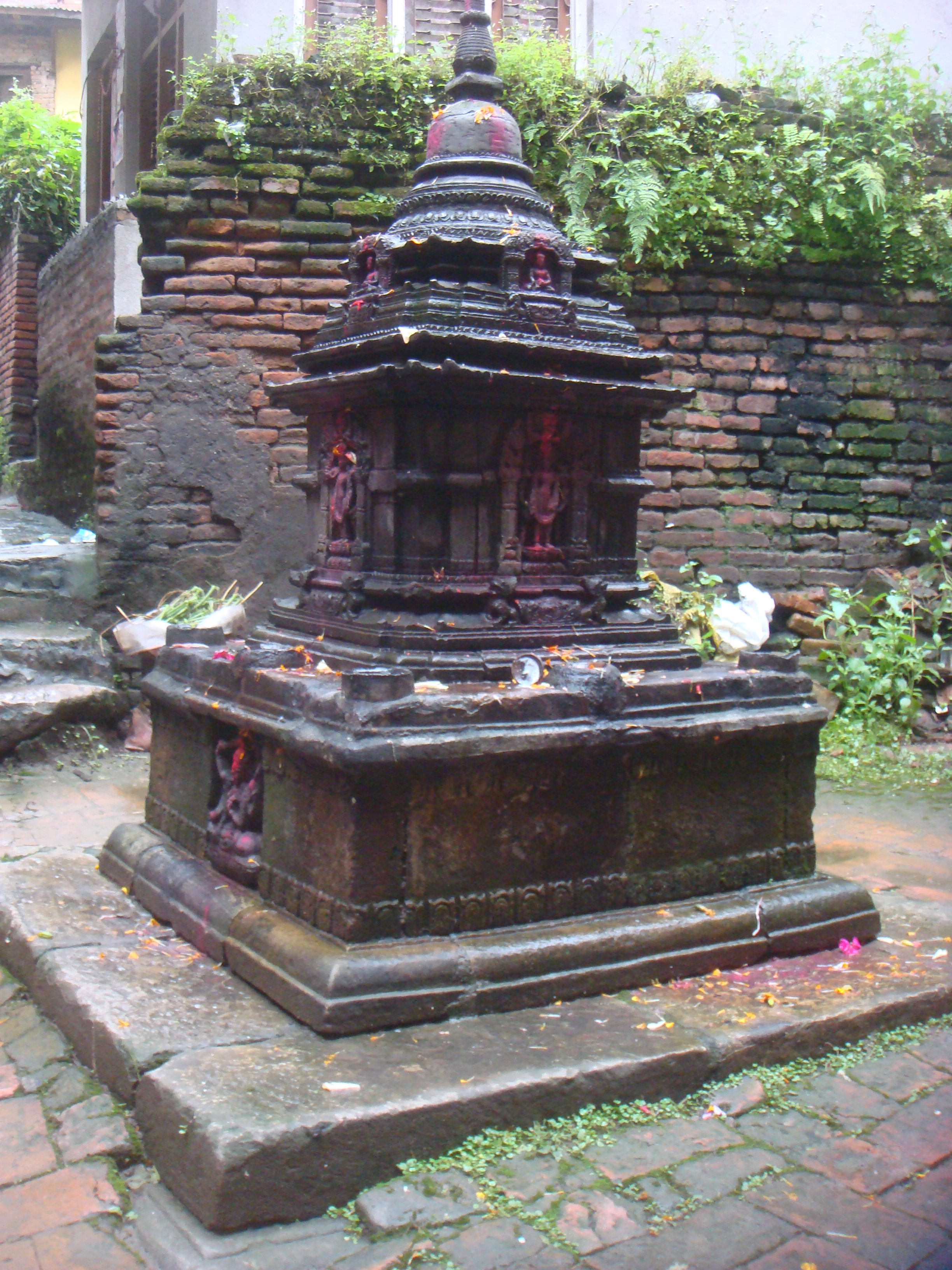
Forma nepalese di chaitya

In Nepal, il significato della parola "chaitya" è diverso. Un chaitya nepalese non è un edificio, ma un monumento sacro costituito da una forma simile a uno stupa in cima a un piedistallo, spesso decorato in modo molto elaborato. Sono tipicamente collocati all'aria aperta, spesso in complessi religiosi, con un'altezza media di circa quattro-otto piedi. Sono costruiti in memoria di una persona morta dalla sua famiglia dagli Sherpa, Magar, Gurung, Tamang e Newars, tra le altre persone del Nepal. Il popolo newar della valle di Kathmandu iniziò ad aggiungere immagini dei quattro Tathagata sulle quattro direzioni del chaitya, principalmente dopo il XII secolo. Sono costruiti con pietra splendidamente scolpita e malta di fango. Si dice che consistono nel Mahābhūta: terra, aria, fuoco, acqua e spazio.

## Cambogia
Nell'arte cambogiana classica le chaityas sono indicatori di confine per siti sacri, generalmente realizzati in gruppi di quattro, posti sul confine del sito nelle quattro direzioni cardinali. Generalmente assumono una forma simile a un pilastro, spesso sormontato da uno stupa, e sono scolpiti sul corpo.

## Galleria d'immagini

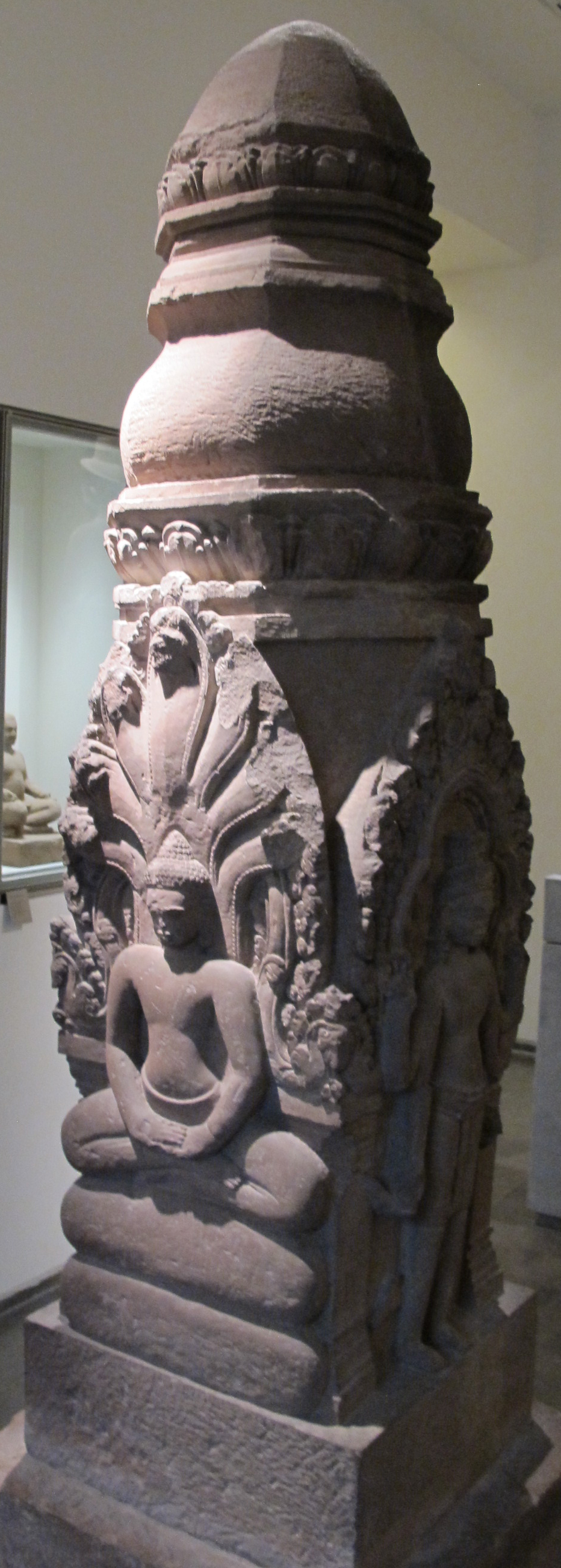
Indicatore di santuario cambogiano chaitya, stile Khleang, c. 975–1010